# Pseudauchenipterus flavescens
Pseudauchenipterus flavescens är en fiskart som först beskrevs av Eigenmann och Eigenmann, 1888.  Pseudauchenipterus flavescens ingår i släktet Pseudauchenipterus och familjen Auchenipteridae. Inga underarter finns listade i Catalogue of Life.